# Федоренков (хутор)
Федоренков — хутор в Яковлевском районе Белгородской области России.
Входит в состав городского поселения посёлок Томаровка.

## География
Расположен рядом с железной дорогой, западнее хутора Кисленко. Южнее хутора протекает река Везёлка.
Через Федоренков проходит просёлочная дорога.

## Население
| 2002 | 2010 |
| ---- | ---- |
| 11   | ↗13  |